# Shadowkeep (Computerspiel)
Shadowkeep ist ein Computerspiel der US-amerikanischen Firma Trillium aus dem Jahr 1984. Als Genre-Mix (Genre-Hybrid) beinhaltet es Elemente der beiden Computerspiel-Genres der Point-and-Click-Adventures und der Rollenspiele. Als erste Romanadaption eines Computerspiels war Shadowkeep die Grundlage für den gleichnamigen Roman des Schriftstellers Alan Dean Foster.

## Handlung
Shadowkeep spielt in einer Fantasy-Welt. Der Spieler muss den Zauberer Nacomedon befreien, der von einem Dämonen in einem Turm („Shadowkeep“) gefangengehalten wird. Dabei muss er sich zum Beispiel mit Trollen und anderen Fantasy-Figuren auseinandersetzen.

## Spielprinzip
Shadowkeep ist ein interaktives Point-and-Click-Adventure und Rollenspiel. Der Spieler kann bis zu neun Spielcharaktere verkörpern. Die Steuerung des Spiels erfolgt über Joystick bzw. Maus.

## Entwicklungs- und Produktionsdetails
Das für die Entwicklung verantwortliche Unternehmen Ultrasoft aus Issaquah hatte 1982 bereits die Adventures The Mask of the Sun und The Serpent’s Star veröffentlicht. Shadowkeep hat eine zweidimensionale Grafik und wurde für den Apple II umgesetzt. Umsetzungen für den Commodore 64 und Computer mit MSDOS wurden durch Spinnaker zwar angekündigt, scheiterten aber an der Portierung der Spiel-Engine durch Ultrasoft.

## Rezeption
Das Adventure war das erste Computerspiel, auf dem ein Buch basierte: Der Roman Shadowkeep (Warner Books, 1984; deutsche Übersetzung: Shadowkeep – Das dunkle Land, Heyne, 1987) wurde auf der Grundlage des Telarium-Spiels von dem Schriftsteller Alan Dean Foster geschrieben. Rückblickend wurde das Spiel im Rahmen eines GameSpy-Interviews mit Foster als bahnbrechend gewürdigt („a groundbreaking product at the time.“). Shadowkeep sei ein Wegbereiter für spätere, komplexere Werke wie die Rollenspiel-Reihe Eye of the Beholder gewesen.